# كأس إسكتلندا 1906–07
كأس اسكتلندا 1906–07 (بالإنجليزية: 1906–07 Scottish Cup)‏ هو موسم من كأس اسكتلندا. فاز فيه نادي سلتيك.